# Stade Zafer de Morphou
Le stade Zafer de Morphou (en turc : Zafer Stadı, et en grec moderne : Στάδιο Ζαφέρ), qui peut être traduit en stade de la Victoire, est le stade multi-sports de Morphou, dans la partie nord de Chypre. 
D'une capacité de 7 000 places, il est actuellement utilisé pour le football et a accueilli des matchs de la 2006 ELF Cup (tournoi organisé par l'équipe de Chypre du Nord de football).
C'est le stade des clubs du Baf Ülkü Yurdu SK et du Binatlı Yılmaz SK.